# Reactor (együttes)
A Reactor egy zalaegerszegi rockegyüttes.

## A zenekar története
A Reactor zenekar Zalaegerszegről indult a következő felállással: Dékány Csaba - basszus, ének, Takács Vilmos - gitár, vokál, Bognár Zsolt - dob.
Saját koncertek mellett felbukkantak motorostalálkozókon, fesztiválokon, többször játszottak a Tankcsapda, Junkies, Hammersmith; Stonehenge; Da Capo; Replika; C.D.T.; Mantra; Depresszió társaságában. Jelenleg is aktívan koncertezik a csapat.
2002 tavaszán országos turnéra indultak, ami vegyesen tartalmazott saját koncerteket és olyan állomásokat, ahol a Depresszió zenekar vendégeként ismerheti meg őket a közönség.  A sikeres tavaszi körutat újra zalaegerszegi állomással zárják, mégpedig a Tankcsapda vendégeként. Nyáron a fesztiváloké és a motoros találkozóké a főszerep, ősszel, és télen pedig a Junkies társaságában járták az országot.
2003: Egész évben a Pokolgép vendégeként játszott a zenekar az ország különböző városaiban, majd néhány koncerten a Tankcsapda vendégeként is felbukkannak. Júniusban egy hétre Olaszországba utaztak, ahol ifjúsági fesztiválokon kaptak fellépési lehetőséget, illetve egy kinti stúdióban feldemózták egy új dalukat. A nyár folyamán több fesztivál mellett, részt vesznek az EFOTT-on és még ezen a nyáron több alkalommal felbukkantak a PeCsa Sörkertjében a Junkies társaságában, majd demózás következett és tovább folytatódott az aktív koncertezés az év végéig.
2004: Már januártól koncertezett a csapat, mindössze két hét szünet volt csak a 2003-as évi utolsó bulik óta. Áprilisban véget ért az országos Pokolgép-turné, akikkel 1 évig túrta a Reactor az országot. A tavaszi-nyári időszakban a saját bulik mellett fesztiválozásé volt a főszerep, illetve többször felbukkant a zenekar a Petőfi Csarnokban a Junkies, az Orczy kertben, pedig a Hollywood Rose vendégeként. Nyár végén leforgatták az első videóklipjüket.
Novemberben megjelent a zenekar első nagylemeze Hasad a mag címmel. A korong 11 dalt, és egy multimédiás részt is tartalmazott a Magazin dalukra forgatott videóklippel.
Az év vége szintén koncerteztésről szólt a tagoknak, mert jöttek a Hasad a mag lemezbemutató koncertek.
2005: A zenekar intenzíven koncertezett egész évben. A saját bulik mellett egy éven keresztül járták az országot a Junkies társaságában. A Wigwam Arany Nyíl gálán a csapat megkapta a közönség által adományozott ÉV REMÉNYSÉGE díjat.
2006: A csapat jelen volt a Szigeten és más nagyobb fesztiválokon… Közben folyamatosan ment a dalírás, és nyár vége felé stúdióba vonult a csapat. Késő őszi lemezmegjelenés volt tervben, de az intenzív időbeosztás mellett elindult az őszi 30 állomásos országos turné a Tankcsapda társaságában, így tolódott a lemezmegjelenés. Főként Sportcsarnokos bulik vannak napirenden. Az országos turné egy hatalmas PeCsa koncerttel zárul, ahol a koncert 5 kamerával rögzítésre is kerül, amiből elkészült a zenekar első koncert klipje az Ördög és szent című dalra.
2007: A zenekar első negyedéve végig stúdiómunkálatokkal és keveréssel telt, majd májusban megjelent a zenekar 2. nagylemeze 2S Blokk címmel. A zenekar 2 dala felkerült a Hammer válogatáslemezre, majd kis szünet következett. Próbálta a zenekar rendezni a sorait, de az előző évi intenzív turnézás, a fél éves lemezmunkálatok és a hajtás után Takács Vilmos gitáros úgy döntött, hogy kilép a zenekarból. A zenekar felfüggesztette a koncertezést és megkezdődött az átalakulás. Időközben a zenekarvezető Tatabányára költözött, BoZsót pedig egy másik formációban ült be a dobok mögé, majd Déxy megkezdte az új tagok felkutatását.
2008: A zenekar újjá alakult. Gitáros posztra érkezett Csóra Balázs, a dobok mögött pedig Pintér Tamás foglalt helyet és ezzel egy időben a zenekar Tatabányára teszi át a székhelyét. Erőteljes próbák zajlottak, hogy a zenekar az új tagokkal is egységes, energikus képet mutasson a színpadon. Ősztől újra koncertezett a csapat.
2009 tavaszától ismét a koncerteké volt a főszerep. Nyáron új klipet rögzített a zenekar Táncolj velem című dalra, majd ősszel saját koncertek következtek és turné a Depresszióval.

## Diszkográfia

### Albumok
- Minden rendben (EP)
- Hasad a mag (2004)
- 2S Blokk (2007)

### Video klipek
- Magazin
- Külön világ
- Ördög és szent
- Táncolj velem (2009)

## Külső hivatkozások
- Hivatalos lap